# Ucigașii (film din 1946)
Ucigașii (1946) (engleză: The Killers) este un film noir american regizat de Robert Siodmak. Este bazat pe o povestire omonimă de Ernest Hemingway. În rolurile principale: Burt Lancaster (debut actoricesc), Ava Gardner, Edmond O'Brien și Sam Levene.  În film apare și William Conrad în primul său rol în care este menționat pe genericul filmului, ca unul dintre ucigașii titulari. Scenariul este scris de John Huston și Richard Brooks (amândoi nemenționați), fiind menționat doar Anthony Veiller.
În 2008, filmul Ucigașii a fost selectat pentru conservare în Registrul Național de Film al SUA de către  Biblioteca Congresului fiind considerat "important din punct de vedere cultural, istoric sau estetic".

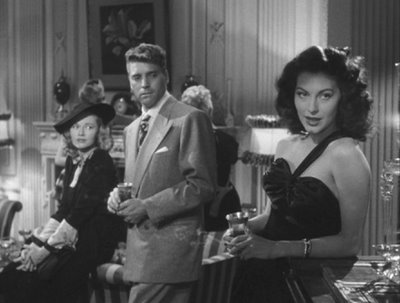
Lancaster și Gardner

## Prezentare
Doi ucigași profesioniști invadează un oraș mic și ucid un angajat de la o stație de benzină, "Suedezul" (Burt Lancaster), care-i aștepta. Investigatorul de asigurări Reardon (Edmond O'Brien) urmărește cazul încălcând ordinelor șefului său R.S. Kenyon (Donald MacBride), care consideră că este banal. Cercetând viata Suedezului, Reardon descoperă o poveste complexă de trădare și crimă, toate legate de superba și misterioasa Kitty Collins (Ava Gardner).

## Distribuție
- Burt Lancaster ca Pete Lund/Ole "Suedezul" Andreson
- Ava Gardner ca Kitty Collins
- Edmond O'Brien ca Jim Reardon
- Albert Dekker ca "Big Jim" Colfax
- Sam Levene ca Lt. Sam Lubinsky
- Vince Barnett ca Charleston, colegul de celulă al Suedezului
- Virginia Christine ca Lilly Harmon Lubinsky, fosta iubită a Suedezului, acum soția lui Sam Lubinsky
- Charles D. Brown ca Packy Robinson, manager de box al Suedezului
- Jack Lambert ca "Dum Dum" Clarke
- Donald MacBride ca R.S. Kenyon, șeful lui Reardon
- Charles McGraw ca Al
- William Conrad ca Max
- Phil Brown ca Nick Adams
- Jeff Corey ca "Blinky" Franklin
- Harry Hayden ca George
- Bill Walker ca Sam
- Queenie Smith ca Mary Ellen Daugherty
- Beatrice Roberts ca Asistentă
- John Miljan ca Jake the Rake
- Vera Lewis ca Ma Hirsch